# Lisstraumholmen
Lisstraumholmen est une île norvégienne du comté de Hordaland appartenant administrativement à Kjerrgarden.

## Description
Rocheuse et couverte de végétation, elle s'étend sur environ 160 m de longueur pour une largeur approximative de 150 m. 